# 弗朗切斯科·博罗米尼
弗朗切斯科·博羅米尼（1599年9月25日—1667年8月3日），原名弗朗切斯科·卡斯泰利（Francesco Castelli）。生於瑞士提契諾州，和同时代的吉安·洛伦佐·贝尼尼和皮埃特罗·达·科尔托纳一样，是罗马巴洛克建筑的代表人物之一。
博罗米尼对米开朗基罗的建筑和古典建筑有着浓厚的兴趣。他运用古典建筑造型、平面中的几何原理和建筑的象征意义，创造出了一种具有独创性的特别的建筑。他对建筑结构有着很好的理解；而贝尼尼和科尔托纳主要在视觉艺术的其他领域接受过培训，因此可能缺乏这种理解。博罗米尼的软铅画特别有特色。他是一位自学成才的学者，在他生命的最后积累了一座知识的宝库。
他的职业生涯受到他个性的制约。博罗米尼性格既忧郁又暴躁，这导致他退出了某些工作，最终自杀。
可能是因为他的作品与众不同，他对后世的影响并不广泛。但在瓜里诺·瓜里尼的皮埃蒙特作品中，以及在北欧巴洛克晚期建筑中，作为与贝尼尼和科尔托纳建筑模式的融合，他的影响是显而易见的。后来巴洛克风格的批评家，如弗朗切斯科·米利齐亚和英国建筑师约翰·索恩爵士，对博罗米尼的作品持有批评态度。从十九世纪末开始，人们对博罗米尼的作品重新产生了兴趣，他的建筑也因其创造性而受到人们欣赏。

## 早年生活和早期作品
博罗米尼出生于瑞士联邦提契诺州卢加诺附近的比松（ Bissone）。他是石匠的儿子，并且接续父亲的的石匠生涯。他很快就去米兰去学习知识和练习他的手艺。1619年，博罗米尼搬到罗马，开始为他的远房亲戚卡洛·马德诺在圣彼得大教堂工作，后来又在巴贝里尼宫工作。1629年马德诺去世后，博罗米尼和皮埃特罗·达·科尔托纳在贝尼尼的指导下继续修建宫殿。当他在罗马站稳脚跟之后，就把自己的名字从卡斯特利（Castelli）改为博罗米尼（to Borromini），这个名字来源于他母亲的家庭，或许也是出于对圣查尔斯·博罗密欧的尊重。

## 主要作品

### 四泉圣嘉禄堂

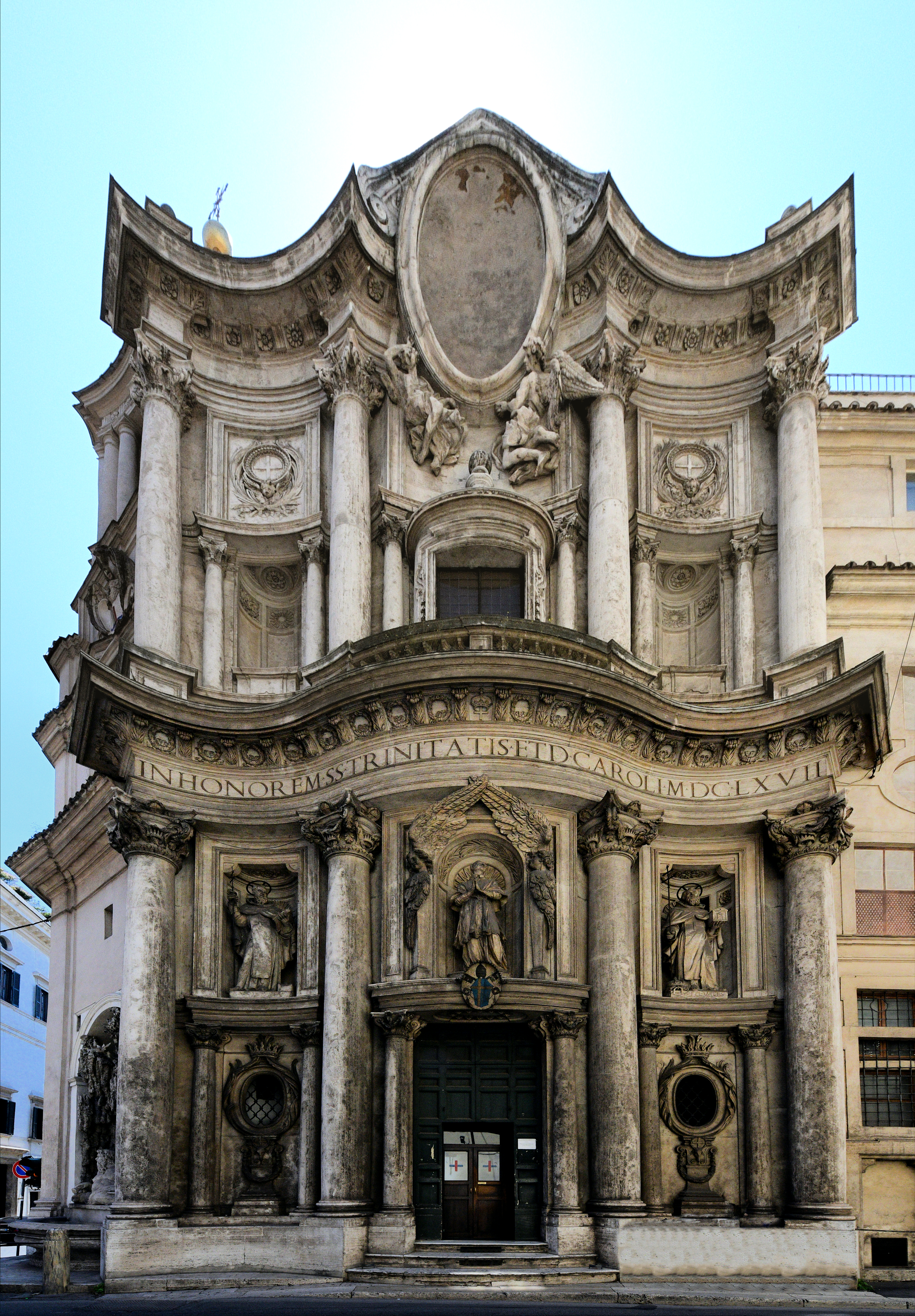
四泉圣嘉禄堂立面

1634年，博罗米尼负责设计四喷泉圣卡罗教堂、回廊和修道院建筑，是他的第一个主要作品。该建筑群位于罗马的奎里纳尔山上，是为西班牙三位一体主义者设计的。首先建成的是修道院建筑和回廊，之后在1638-1641年间修建了教堂，并于1646年将其献给圣卡洛·博罗密欧。这座教堂被很多人认为是罗马巴洛克式建筑的典范。相比圣卡罗教堂对巴洛克式建筑的重要性，它的规模非常小。据指出，整个建筑适合做成圣彼得教堂的一个圆顶墩。
本建筑的地点是一个角落，空间有限。博罗米尼将教堂安置在两条相交道路的拐角处。尽管蛇形立面的造型构思可能早在1630年代中期就已经被创造出来了，但它只是在博罗米尼时代末期才建成，上部直到博罗米尼去世后才完工。
博罗米尼根据互锁的几何结构设计了教堂的复杂平面，这是一种典型的博罗米尼建筑平面。因此，内部的下墙似乎是织进织出的，部分形似十字形，部分形似六角形，部分形似椭圆形，这些几何图形都清晰地显示在上方的圆顶上。悬垂部分的区域用来做从较低的墙到圆顶椭圆形开口的过渡。透过隐藏在下方的窗户，相互交错的八角形、十字形和六边形逐渐缩小，圆顶上升为一盏象征三位一体的灯笼。

## 荣誉

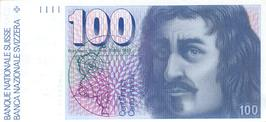
第六套瑞士法郎100瑞郎钞票上的博罗米尼像

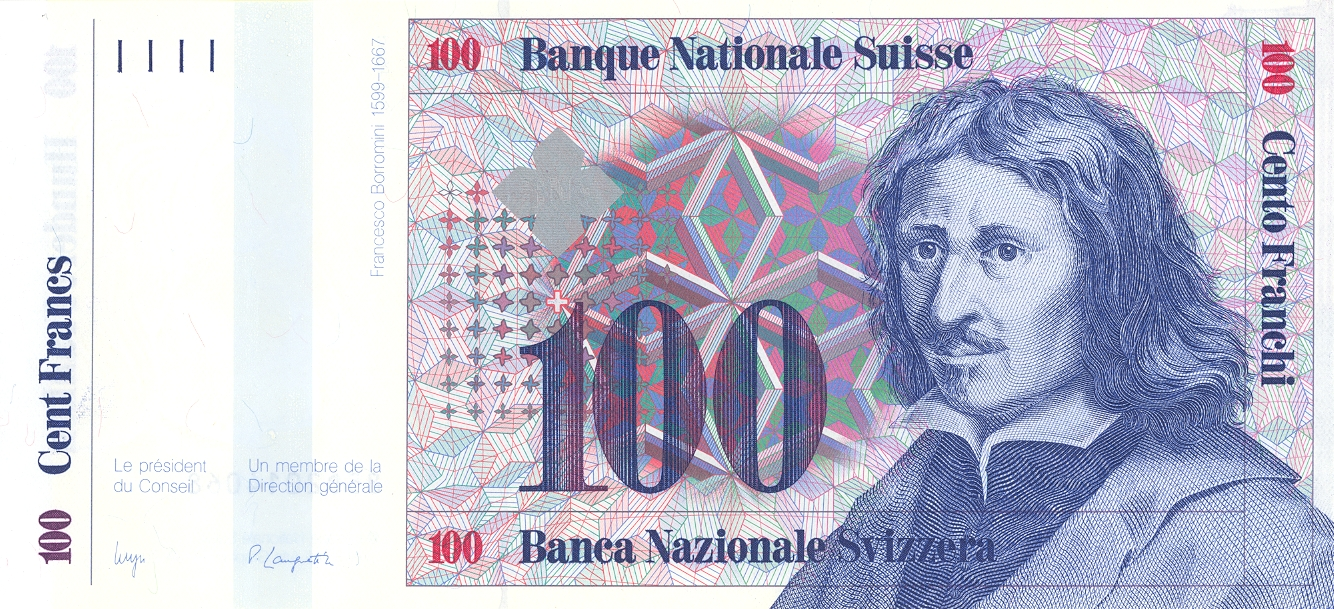
第七套瑞士法郎100瑞郎钞票上的博罗米尼像

- 弗朗西斯科·博罗米尼出现在第6套100瑞士法郎钞票的正面，该钞票从1976年一直流通到2000年[15]。这一决定在当时引起了瑞士裔意大利艺术历史学家皮耶罗·比安科尼（Piero Bianconi）的争论。据比安科尼说，由于在17世纪，提契诺州的领土是一些意大利瑞士州的属地，博罗米尼既不能被定义为提契诺人也不能被定义为瑞士人[16]。  他是2015年由尤金·格林（Eugène Green）发行的电影《拉·萨皮恩扎》（La Sapienza）的主题人物。